# Мир Тьмы
Мир Тьмы (англ. World of Darkness) — серия настольных ролевых игр, первоначально разработанных Марком Рейном-Хагеном для американской компании White Wolf Publishing. Вымышленная вселенная, описываемая во входящих в Мир Тьмы играх, представляет собой «магическую изнанку» повседневной жизни, современный мир, где втайне от людей, но рядом с ними существуют вампиры, оборотни, призраки, маги, демоны и т. д. Первым продуктом по Миру Тьмы стала настольная ролевая игра Vampire: The Masquerade (1991), предлагавшая игрокам роли персонажей-вампиров. С 1992 по 1995 год White Wolf Publishing выпустила на базе той же самой ролевой системы Storyteller System ещё четыре игры — они были посвящены другим обитателям Мира Тьмы, как оборотни, маги или призраки; персонажи из разных игр обитали в одном и том же мире и могли сталкиваться друг с другом. 
К 2004 году первоначальная серия завершилась – White Wolf Publishing выпустила заключительные книги, описывающие конец света, и начала развивать «перезагруженную» вселенную — новый Мир Тьмы, отличающийся от предыдущего, где тоже действовали вампиры и другие существа, но на базе новой ролевой системы и с иными предысториями и отношениями персонажей и видов существ.  Для этого «нового» Мира Тьмы была выпущена книга правил Vampire: The Requiem, посвящённая вампирам, затем последовали «перезагруженные» игры про оборотней и магов. В 2006 году исландская компания CCP Games купила White Wolf Publishing с намерением разработать основанную на Мире Тьмы компьютерную онлайн-игру World of Darkness Online — этот проект находился в разработке многие годы и в итоге был закрыт.
В 2011 году CCP Games вновь запустила «старый» Мир Тьмы, выпустив книгу правил Vampire: The Masquerade 20th Anniversary Edition. При этом и «новый» Мир Тьмы не был закрыт — игры в этой серии продолжали выходить уже под общим названием «Хроники Тьмы» (англ. Chronicles of Darkness). Ряд игр серии был удостоен различных наград или номинаций на награды; игра Vampire: The Masquerade в 2007 году была внесена в Зал славы американской премии Origins Award. Помимо книг правил, по Миру Тьмы выпускались художественные книги, компьютерные игры, коллекционная карточная игра, а также телевизионный сериал. 

## «Старый» Мир Тьмы
Первый сеттинг был создан в 1991 году, когда на свет появилась игровая линейка Vampire: The Masquerade; его поддержка прекратилась после выхода книг серии Time of Judgment (Время правосудия). Тема старого Мира Тьмы характеризуется его авторами как «готик-панк».
Мир Тьмы является отражением современного мира, но более тёмным и жестоким, полным тайн и интриг. Человечество является лишь добычей для могущественных сверхъестественных существ, таких как вампиры, оборотни и призраки. От другой подобной фантастики ужасов Мир Тьмы отличает тот факт, что эти существа — не одиночные хищники, которых можно выследить и уничтожить; их число достаточно велико, чтобы создать скрытое от глаз смертных общество и управлять людьми, как марионетками, в своей борьбе за власть и смертельных играх. Однако даже для них развитие человеческой цивилизации стало большой проблемой, и могущественные тёмные Князья и Лорды, правившие миром в прошлые столетия, вынуждены прилагать огромные усилия, чтобы удерживать остатки контроля над развивающимся человечеством.
Теория заговора в Мире Тьмы получила особое развитие. Заговоры могущественных магов, сообщества коварных вампиров, стаи смертоносных оборотней и другие ещё более странные силы сражаются как со своими сородичами, так и с другими видами в тайной войне за власть над миром. Разделение богатых и бедных, влиятельных и слабых, могущественных и беспомощных в этом мире гораздо более велико, чем в нашем. Человечество пребывает в упадке, и его тёмные отражения видны повсюду: горгульи и другие элементы готики преобладают в архитектуре, а панки в кожаных куртках правят толпой на улицах.

### Сеттинги
Компания White Wolf создала за 12 лет (1991—2003) следующие тематические линейки, действие которых разворачивается в Мире Тьмы:
- Vampire: The Masquerade (Вампир: Маскарад)
- Werewolf: The Apocalypse (Оборотень: Апокалипсис)
- Mage: The Ascension (Маг: Восхождение)
- Wraith: The Oblivion (Призрак: Забвение)
- Changeling: The Dreaming (Подменыш: Греза)
- Hunter: The Reckoning (Охотник: Расплата)
- Demon: The Fallen (Демон: Падший)
- Mummy: The Resurrection (Мумия: Воскрешение)
- Kindred of the East (Собратья Востока)
- Orpheus (Орфей)

Все эти линейки представлены рядом игровых приложений, в подробностях описывающих различные кланы и организации, города Мира Тьмы с описаниями их сверхъестественных жителей. Параллельно White Wolf разработала исторические сеттинги к основным линейкам, действие которых разворачивается в прошлом Мира Тьмы.
- Victorian Age: Vampire (Викторианская эпоха: Вампир) (конец XIX века)
- Werewolf: The Wild West (Оборотень: Дикий Запад) (XIX век)
- Mage: The Sorcerer's Crusade (Маг: Крестовый поход чародея) (конец XV века)
- Wraith: The Great War (Призрак: Великая война) (Первая мировая война и последующие годы)
- Серия Тёмные века, составленная из версий линеек Вампира, Оборотня, Мага, Подменыша и Охотника, действие которых происходит в конце XII — начале XIII века.

Также, пока компания White Wolf владела правами на ролевую игру Ars Magica, её разработчики внесли изменения в сеттинг игры, включив его в историю Мира Тьмы. Позже, когда права на Ars Magica перешли к Atlas Games, эти изменения были убраны, и связь между двумя сеттингами официально перестала существовать.
Каждый год разработчики придумывали новую линейку для Мира Тьмы, которая становилась темой для большинства выходящих в этом году книг. Так появились линейки Охотников, Демонов и Мумий, но, что ещё более важно, тема была и в других постоянных линейках. Так, например, сеттинги Вампиров и Оборотней были переписаны в восточном стиле в цикле «Год Лотоса», что позволило создать книги о восточных вариантах этих существ.
Также выходила в двух изданиях книга World of Darkness, являющаяся самым общим источником по всему Миру Тьмы. В ней содержались руководства по ведению игры на любом континенте, но в то же время упор делался на различия между ними, например, между африканскими оборотнями и их сородичами из Северной Америки.

### История и играбельность (кроссоверы)
Хотя каждая игровая линейка была самостоятельной вселенной, со временем всё больше и больше связей внутри линеек сеттинга появлялось в официальных руководствах. Поскольку этого не планировалось изначально, Мир Тьмы переполнился расхождениями и вопиющими противоречиями в космологии линеек. Во многие поздние игровые приложения были включены необязательные правила по взаимодействию между сверхъестественными существами различных видов, а также правила, которыми авторы пытались разрешить противоречия между сеттингами.
Правила игры также приводились к общему виду, и шаблоны для всех линеек стали выглядеть более похоже друг на друга. Как следствие этого, правила, термины и шаблоны претерпевали значительные и несовместимые с предыдущими версиями изменения. Так линейка Wraith: The Oblivion перестала существовать, а в третьем издании Вампира, Оборотня и Мага противоречия так и не сгладились.
В конце концов, разработчики предоставили Рассказчикам (этот термин используется для обозначения Мастера во всех играх по системе Storyteller) самим разбираться с интерпретацией правил и совмещениям игровых систем.

### Конец Мира Тьмы (Time of Judgement)
В конце 2003 года студия White Wolf объявила о завершении публикации новых книг и о завершении истории Мира Тьмы в серии книг The Time of Judgment (Время правосудия). Это событие было охвачено со стороны различных сверхъестественных существ в четырёх руководствах: Vampire: Gehenna, Werewolf: Apocalypse, Mage: Ascension и World of Darkness: Time of Judgment (в последней книге описывался конец света для меньших линеек).
Разработчики объявили, что они исполнили своё обещание погубить Мир Тьмы, о чём писали ещё в первом издании Вампира с его концепцией Геенны и в Оборотне с концепцией Апокалипсиса. Также тема конца света упоминалась и раскрывалась во многих книгах по различным линейкам. Фантастические романы по трём основным игровым линейкам поставили точку в официальной истории Мира Тьмы.

### «Возрождение» Мира Тьмы (4 юбилейная редакция)
В 2011 году выходит книга Vampire: The Masquerade 20th Anniversary Edition, фактически перезапустившая франшизу Мира Тьмы. Название «Нового» Мира Тьмы было изменено на Хроники Тьмы.
В рамках 4 (v20) редакции правил вышли следующие линейки:
- Vampire: The Masquerade 20th Anniversary Edition
- Vampire 20th Anniversary Edition: The Dark Ages
- Werewolf: The Apocalypse 20th Anniversary Edition
- Mage: The Ascension 20th Anniversary Edition
- Wraith: The Oblivion 20th Anniversary Edition
- Changeling: The Dreaming 20th Anniversary Edition

Помимо некоторых игромеханических изменений были отменены/изменены события третьей редакции, таймлайн продлен в современность. Данная редакция предшествует актуальной пятой редакции правил.

## «Новый» Мир Тьмы (Хроники тьмы)
21 августа 2004 года White Wolf запустила новый сеттинг под старым названием. Хотя сеттинг и выглядит довольно похоже, общей темой в нём стали «тёмные тайны», а упор делается на неизвестность и личные качества персонажей. Многие детали сеттинга, особенно касающиеся его истории, оставлены достаточно неясными и имеющими различные толкования. Это стало реакцией на критику старого Мира Тьмы, который ругали за предсказуемость: было создано такое количество материала, что Рассказчику сложно было чем-то удивить игроков, которые уже раскрыли все «тайны» сеттинга. Кроме того, тема «конца света» исчезла из игр нового Мира Тьмы, что оставляет надежду на то, что White Wolf не поступит с новой игрой так же, как и с её предшественницей.
Вместо перепечатки полного набора правил для каждой из основных систем, в новом сеттинге подошли к вопросу иначе, создав единую базовую систему для всех игр, основанную на предыдущей версии системы Storyteller System, но переизданную под названием Storytelling System. Базовая книга правил, озаглавленная просто The World of Darkness, содержит все правила для персонажей людей и привидений; хотя она и не является сеттинговым материалом, в ней передаётся атмосфера и настроение игры в Мире Тьмы с участием людей. Это ещё одно отличие от старой игры, в которой людям была уготована низшая роль по сравнению со сверхъестественными существами. Базовая книга нового сеттинга получила премию Origins в 2004 году в номинации «Выбор игроков».

### Игровые линейки
Базовыми для нового Мира Тьмы являются три линейки:
- Vampire: The Requiem (Вампир: Реквием) (вышла 21 августа 2004 вместе с базовой книгой)
- Werewolf: The Forsaken (Оборотень: Отверженный) (вышла 14 марта 2005)
- Mage: The Awakening (Маг: Пробуждение) (вышла 29 августа 2005)

Помимо трёх основных сеттингов, каждый год White Wolf планирует выпускать дополнительную ограниченную серию книг, вносящую в новый Мир Тьмы новых обитателей. Пока можно говорить о следующих играх:
- Promethean: The Created (11 августа 2006)
- Changeling: The Lost (16 августа 2007)
- Hunter: The Vigil (15 августа 2008)
- Geist: The Sin-Eaters (19 августа 2009)
- Mummy: The Curse (27 марта 2013)
- Demon: The Descent (21 марта 2014)
- Beast: The Primordial (30 марта 2016)
- Deviant: The Renegades (1 сентября 2021)

## World of Darkness Online
После слияния White Wolf Publishing с разработчиком компьютерных игр CCP Games в 2006 было объявлено о начале работ над MMORPG по вселенной World of Darkness. Разработка продолжалась почти 8 лет, но в 2014 году было принято решение о прекращении работ и роспуске команды.